# 千坂氏
千坂氏（ちさかし、ちざかし）は、上杉氏の重臣で四家老家の一つ。江戸時代の家格は侍組分領家。

## 発祥
上杉家の伝承では千坂氏を同族と見ていた　
一方、千坂家では「千坂ありて、上杉あり、上杉ありて、千坂あり。」という家伝が伝承されていたので、両家には上杉氏発祥まで遡る古い由緒があるのかもしれない。
上杉家系図に千坂氏が記載されている箇所がある。
『上杉家系図・上杉朝房の項に「家人千坂子（二歳）」の名が記載。』
『上杉朝房の父上杉憲藤の討死（1338年、足利尊氏方として北畠顕家と摂津渡辺の戦いで討死）の時に、家人石川覚道が、憲藤の息子2人【幸松四歳（上杉朝房）、幸若二歳（上杉朝宗)】と共に家人千坂の子二歳と和久の子四歳を一緒に保護し、ともに鎌倉で成人したという記載。』
家人千坂が上杉憲藤と共に討死したのか、1338年の時点で千坂氏が存在していたことになる。　千坂氏が上杉氏に仕えた由緒は不詳だが、鎌倉時代後半ごろには上杉氏と行動を共にしていた。

## 系譜
千坂氏の系譜については、上杉謙信の父長尾為景に仕えた千坂景長から後は明確だが、景長以前については、「藤嗣流」（藤原房前―藤原魚名―藤原鷲取―藤原藤嗣の流れで平安時代末期ごろの藤原親光が千坂始号となり、そこから千坂景長につながる系譜）と「上杉流」（前記上杉朝宗に庶子がいて、その子を千坂始号とし、そこから千坂景長につながる系譜）の二説が伝えられている。
ただし、「上杉流」は上杉朝宗の庶子（上杉系図には名前がない）を千坂始号とするが、前述の通り上杉朝宗の父上杉憲藤の代に既に千坂氏がいることを記している上杉系図と矛盾がある。

## 歴史
14世紀末から、千坂氏は犬懸上杉家重臣として、上杉朝宗の下で武蔵守護代 、上総守護代を務めた後、上杉禅秀の乱で上杉氏憲と行動を伴にした。
1417年上杉禅秀の乱による犬懸上杉家滅亡後の動向は不詳だが、11年後(1428年)から越後守護上杉房定・上杉房能の下での越後統治に関する記録に千坂氏の名前が見えるようになる。 
15世紀後半には「上杉方被官、長尾、石川、斎藤、千坂、平子、この五人古臣なり」と伝えられ、関東・越後を統治する上杉氏古臣という評価を得ていた。　
1６世紀に入ると、越後守護代 長尾為景が越後守護 上杉氏に代わって越後を統治するようになるが、永正18年( 1521年) 長尾為景の一向宗禁止令（禁無碍光衆）重臣連署契状に長尾一族と共に千坂景長が署名しており、このころには長尾為景の越後統治に協力していた。　ただし、千坂景長は上杉家御年譜の系譜に「本国関東ニテ」と記載されているので、越後で上杉家に仕えていた千坂氏直系かどうかはわからない。
16世紀半ばに、上杉謙信が上杉の名跡を継いだ後は、千坂景親（対馬守）が謙信の重臣となった。
謙信の没後は、上杉景勝に仕える。主家の会津移封後は陸奥国大沼郡に5500石を受領。関ヶ原の戦いの戦後処理で徳川氏との折衝役を務め、その後米沢藩の初代江戸家老となった。
江戸時代は米沢藩の侍組分領家に列して藩重職を務め、赤穂事件（忠臣蔵）の話題で有名になった江戸家老・高房（経緯の詳細は「千坂高房」と「千坂高雅」を参照）や七家騒動で上杉治憲に竹俣当綱や莅戸善政らの免職を要求して隠居閉門に追いこまれた千坂高敦、戊辰戦争の際の米沢藩司令官であり明治時代の貴族院議員の高雅らが著名である。江戸時代の系図は「米沢藩#分領家（14戸）」を参照。

## 供養塔
千坂氏には那須氏と縁続きという伝承があったようで、江戸時代（享保4年(1719年)に千坂家が建立した那須与一と千坂景親の供養塔が米沢に存在する。

## 一族
- 千坂高春（上杉朝宗子か）
- 千坂光房（高春従弟）
- 千坂越前守（上杉朝宗家臣　武蔵守護代）
- 千坂弥三郎（上杉朝宗家臣　上総守護代　越前守か）
- 千坂駿河守（上杉氏憲家臣　上杉禅秀の乱で行動を共にする）
- 千坂信高（上杉氏憲家臣　上総守護代、駿河守か　後に越後で信高の書状あり）
- 千坂定高（越後上杉家家臣）
- 千坂実高（越後上杉家家臣、定高子）
- 千坂能高（越後上杉家家臣）
- 千坂景長（長尾為景家臣）
- 千坂景親（上杉謙信、上杉景勝家臣）
- 千坂長朝（景親次男）
- 千坂高信（満願寺仙右衛門、庶家からの養子）
- 千坂高治（高信次男）
- 千坂高房（千坂兵部、高治子）
- 千坂尚親（高房子）
- 千坂安親（尚親の子）
- 千坂興親（安親子）
- 千坂高敦（養子、広居清応の子（安親外孫）)
- 千坂清高（高敦子）
- 千坂高容（清高子）
- 千坂興高（高容弟）
- 千坂高明（興高次男）
- 千坂高雅（高明子）
- 千坂智次郎（高雅次男）
- 千坂洋三郎（高雅三男）
- 千坂光子（高雅の娘）